# Großer Mittelberg (Lonau)
Der Große Mittelberg (auch die Kurzform Mittelberg ist gebräuchlich) ist ein Höhenzug im Harz, der unmittelbar nordöstlich von Lonau im Landkreis Göttingen in Niedersachsen beginnt. Er trennt das Kirchtal mit der Großen Lonau vom Mariental mit der Kleinen Lonau. Der dem Ort Lonau am nächsten gelegene Nebengipfel ist mit 531 m Höhe zwar nicht der höchste Gipfel, kann aufgrund  seiner markanten Lage aber als Hauptgipfel betrachtet werden. Von hier ausgehend steigt der Höhenzug nur noch leicht in nordöstliche Richtung an, wobei es noch mehrere Nebengipfel mit geringer Schartenhöhe gibt. Im Norden geht der Große Mittelberg ohne Scharte in den Höhenzug Auf dem Acker über. 
Der Große Mittelberg ist fast vollständig mit Buchen bewaldet und liegt innerhalb des Nationalparks Harz.